# Ahmet Muhtar Paixà
Ghazi Ahmet Muhtar Paşa o Katircioglu Ahmet Muhtar Paşa (Bursa, 30 de novembre/1 de desembre de 1839 - Istanbul 21 de gener de 1919) fou un general i home d'estat otomà.
Va ingressar a l'exèrcit i es va diplomar el març del 1860 i després va passar a l'escola d'estat major i el 1861 va sortir com a capità. va participar de manera distingida a les campanyes d'Hercegovina i Montenegro (1861-1863) i fou ferit. Fou nomenat instructor a l'Escola de Guerra i el 1864 ascendit a comandant, sent enviat com oficial d'estat major a Derwish Pasha. Fou després tutor del príncep Izz al-Din (1865) i va acompanyar al sultà a Europa el 1867, mantenint en aquests anys estretes relacions amb la cort. El 1868 va dirigir una comissió fronterera a Bòsnia-Hercegovina. El 1869 fou nomenat coronel i cap del consell militar local. El 1870 va presentar la dimissió per causes de salut i va tornar a Istanbul. Aquest mateix any fou nomenat general de brigada i enviat al Iemen a les ordes del general Topal Bursali Mehmed Redif Pasha. El setembre 1871 va agafar la direcció de la campanya sent nomenat general de divisió i governador amb rang de paixà. Va restar al Iemen fins al maig del 1873 com a governador i comandant del VII exèrcit. Llavors fou ministre d'Obres Públiques. Més tard fou governador de Creta i d'Erzurum i comandant del II Exèrcit i del IV Exèrcit amb grau de mushir o mariscal. Va tornar a Istanbul el desembre del 1875 i enviat a Bòsnia per sufocar la revolta, però després d'alguns èxits inicial fou derrotat l'abril de 1876 al combat de Coll de Duga a Hercegovina. Quan Rússia va declarar la guerra l'abril del 1877 va rebre el comandament suprem del front del Caucas i va combatre amb valentia rebent el títol de Ghazi que va afegir al seu nom. Però l'exèrcit otomà es va enfonsar al no rebre reforços, ja que el sultà preferia reservar-los per defensar la capital.
Fou cridat a Istanbul i encarregat de posar en estat de defensa la ciutat a Çatalja contra una eventual invasió russa; el 24 d'abril de 1878 fou nomenat comandant en cap de l'artilleria i després enviat a Creta (setembre) per restablir l'ordre. Després del tractat de Berlín va dirigir la comissió fronterera grecoturca, que no va poder completar la tasca. Fou després comandant del III Exèrcit i el 27 de març de 1879 nomenat governador de Monastir. El 31 d'agost de 1880 va ser nomenat vicepresident de l'Alta Comissió d'Inspecció Militar presidida pel mateix sultà. Després de l'ocupació britànica d'Egipte fou nomenat Alt Comissari el 6 de març de 1882 i enviat al Caire per negociar la retirada dels anglesos.
Va restar a Egipte en qualitat d'Alt Comissari fins a la revolució constitucional de 1908 vivint sense activitat política o militar, i va aprofitar per escriure un llibre. Va tornar a Istanbul el setembre de 1908 per seure al senat de nova creació i del que va esdevenir vicepresident. Del seu càrrec d'Alt Comissari a Egipte va dimitir el 1909 així com del Consell d'Afers Militars i es va retirar de l'exèrcit. La contrarevolució que va esclatar a la capital el 13 d'abril de 1909 el va portar al primer pla polític. Va denunciar al sultà i va dirigir la delegació que va proclamar a Mehmet V i el va portar al Ministeri de la Guerra per rebre el jurament. esperava ser nomenat gran visir però no va obtenir res més que la presidència del Senat el 14 d'octubre de 1911.
El 1912 un motí a l'exèrcit va fer caure al govern de Küçük Mehmed Said Paşa (17 de juliol) i el 22 de juliol Mukhtar era nomenat gran visir. Va formar el que fou nomenat Gran Gabinet, ja que en formaven part com a ministres tres ex grans visirs i també Gabinet Pare-Fill perquè el seu fill general Mahmud Mukhtar Pasha hi fou ministre de Marina. La guerra amb Itàlia i la revolta albanesa eren els grans problemes del moment. Quan va esclatar la guerra dels Balcans va presentar la dimissió el 29 d'octubre de 1912 i va deixar pas a l'anglòfil Kıbrıslı Mehmed Kâmil Paşa (30 d'octubre).
Va continuar al senat fins al 1918. Va morir el 21 de gener de 1919 amb 80 anys. Fou enterrat a Istanbul.